# Southeast Asia Treaty Organization
Southeast Asia Treaty Organization (SEATO) var ett försvarssamarbete mellan länder i Sydostasien. SEATO skapades efter amerikanskt initiativ 1954 under kalla kriget. Alliansen upplöstes 1977 efter Vietnamkriget.

## Medlemsstater
- Australien
- Filippinerna
- Frankrike
- Nya Zeeland
- Pakistan
- Storbritannien
- Thailand
- USA